# Rada Główna Opiekuńcza (1940–1945)
Rada Główna Opiekuńcza (RGO) – polska organizacja charytatywna działająca podczas II wojny światowej, nawiązująca nazwą i formami działalności do istniejącej w latach 1916–1921 organizacji pod tą samą nazwą.

RGO działała za zgodą niemieckich władz okupacyjnych w czasie II wojny światowej – od lutego 1940, kiedy Adam Ronikier za zgodą gubernatora Hansa Franka wznowił jej działalność z centralą w Krakowie, do stycznia 1945. Radę w jej działalności wspierał abp Adam Stefan Sapieha. Z pomocy RGO korzystało wówczas ok. 700–900 tys. osób rocznie. Następcą Ronikiera na stanowisku prezesa RGO był od października 1943 do 1944 Konstanty Tchorznicki.
Skład delegatury Rady Głównej Opiekuńczej powołanej 6 września 1940 na dystrykt Lublin tworzyli:
- prezes - Stanisław Rachwał
- zastępca prezesa - Stanisław Łoś
- członkowie - Józefa Kunicka, Stanisław Kalinowski, Edmunt Wójtowicz, Jan Danielski i Piotr Stopniak.
- dyrektor biura - Ludwik Christians
- kierownik - Stanisław Sikora[2].

## Formy działalności
- sierocińce
- punkty pomocy medycznej
- kuchnie ludowe dla ubogich (w 1942 ponad 1700 dla prawie 300 tys. osób)
- kursy zawodowe i warsztaty rzemieślnicze
- zapomogi pieniężne
- rozdawanie odzieży, obuwia, żywności (tzw. suchy prowiant, tam gdzie nie było punktów dożywiania)
- wysyłka paczek dla jeńców wojennych i więźniów
- pomoc w rozlokowaniu na terenie Generalnego Gubernatorstwa Polaków wysiedlanych z terenów polskich włączonych do Rzeszy (głównie Wielkopolski i Pomorza)
- pomoc dla wysiedlonych mieszkańców Zamojszczyzny, uchodźców z Wołynia
- improwizowane szpitale dla ludności polskiej w czasie epidemii ospy i w czasie powstania warszawskiego, a także po jego upadku
- pomoc dla mieszkańców Warszawy podczas powstania i po wypędzeniu z miasta

## Źródła finansowania
RGO uzyskiwała środki (finansowe oraz w naturze) na prowadzenie działalności:
- od władz okupacyjnych,
- z pomocy zagranicznej, głównie od rządu USA
- z tajnych dotacji rządu RP na uchodźstwie
- z ofiarności społeczeństwa (tzw. zbiórki, zsypki, deklaracje stałe)

RGO współpracowała ze Szwajcarskim Czerwonym Krzyżem.
Pracowało w niej, z reguły bez wynagrodzenia, ok. 15 tys. osób, m.in. Karolina Lanckorońska.

### Struktura terenowa
RGO tworzyła agendy terenowe w powiatach i miastach wydzielonych, początkowo pod nazwą rad opiekuńczych powiatowych i miejskich, a od lipca 1941 z polecenia niemieckiego – polskich komitetów opiekuńczych, w skrócie PolKO.

### Działalność RGO w Warszawie
PolKO Warszawa-Miasto i PolKO Warszawa-Powiat zostały powołane w październiku 1940. PolKO Warszawa-Miasto wykonywał niekiedy więcej niż 50 procent całej opieki społecznej świadczonej przez RGO. Przewodniczącym tego PolKO był przez cały czas Janusz Machnicki, jego zastępcą Stanisław Wachowiak. PolKO Warszawa-Miasto dzielił się na 12 okręgów opiekuńczych z wieloosobowym aparatem wykonawczym każdy, obwody odpowiadające dzielnicom policyjnym i rejony odpowiadające komisariatom, dysponował też opiekunami blokowymi i domowymi.
Wybuch powstania warszawskiego w sierpniu 1944 odciął PolKO Warszawa-Miasto i PolKO Warszawa-Powiat od centrali RGO w Krakowie (w pałacu Pusłowskich), a sam PolKo Warszawa-Powiat także od jego delegatur. Dla części pracowników stało się też niemożliwe dotarcie do miejsc pracy, co doprowadziło do dezorganizacji PolKO. Pracownicy RGO od początku powstania angażowali się w różne formy pomocy społecznej, z naciskiem na uruchamianie dawnych placówek komitetu. W drugiej dekadzie sierpnia PolKO Warszawa-Miasto wznowił działalność i prowadził ją do końca powstania pod nazwą Rada Główna Opiekuńcza – Zarząd na m.st. Warszawę. Natomiast PolKO Warszawa-Powiat został reaktywowany 15 września z siedzibą w Pruszkowie.

### Działalność RGO w Krakowie
Ważnym działaczem Rady w Krakowie był prof. Władysław Wolter, były dziekan Wydziału Prawa Uniwersytetu Jagiellońskiego i więzień obozu koncentracyjnego w Sachsenhausen.